# 葛達滿
葛達滿（1964年7月26日—），印度前外交官，曾任印度外交學院祕書和院長、印度駐伊朗伊斯蘭共和國大使、印度駐贊比亞高級專員、印度駐香港特別行政區和澳門特別行政區總領事、印度駐孟加拉高級專員公署參贊等職務。

## 經歷
葛達滿生於1964年7月26日，擁有賈瓦哈拉爾·尼赫魯大學政治學哲學博士學位。
1990年葛達滿加入印度外事服務部。在外交部总部，葛達滿曾任联秘和辅秘。葛达满曾任驻外使团的工作包括：2003年8月至2007年6月，擔任印度駐孟加拉高級專員公署參贊。2010年9月至2013年10月，任印度駐香港特別行政區和澳門特別行政區總領事。2013年10月29日至2017年6月27日（一作7月），任印度駐贊比亞高級專員。2019年2月23日至2023年5月5日，任印度駐伊朗伊斯蘭共和國大使。2019年2月25日递交国书副本；3月9日，向伊朗总统哈桑·鲁哈尼递交国书。
2023年5月，葛達滿出任印度印度外交學院祕書和院長。2024年7月退休。

## 個人生活
已婚，育有一個女兒。